# Tatsukichi Minobe
Tatsukichi Minobe (美濃部 達吉?, Minobe Tatsukichi; Takasago, 7 maggio 1873 – 23 maggio 1948) è stato un politico giapponese.
Costituzionalista e preside dell'università di Tokyo, è celebre per la «teoria dell'organo» secondo cui lo Stato (kokutai) era al di sopra dell'imperatore, che ne era solamente un organo. A causa delle sue idee durante il fascismo giapponese fu costretto a dimettersi dalla Camera dei pari e rinunciare all'insegnamento fino al 1946. Dopo la seconda guerra mondiale ha collaborato alla stesura della costituzione del Giappone.